# Birak
Birak (arabă براك) este un oraș în Libia.